# Neoclytus
Neoclytus är ett släkte av skalbaggar. Neoclytus ingår i familjen långhorningar.

## Bildgalleri

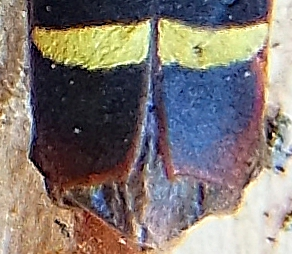
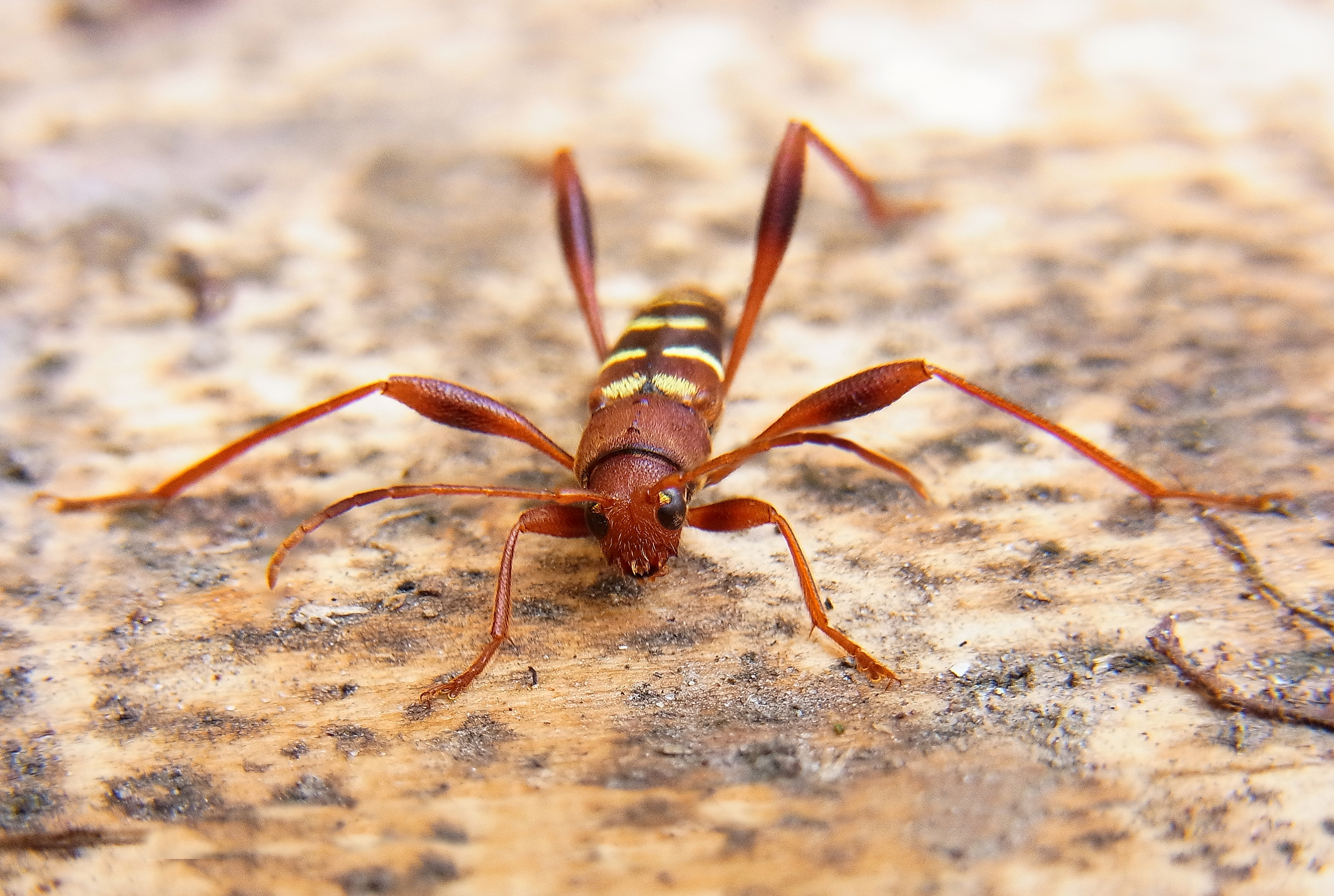
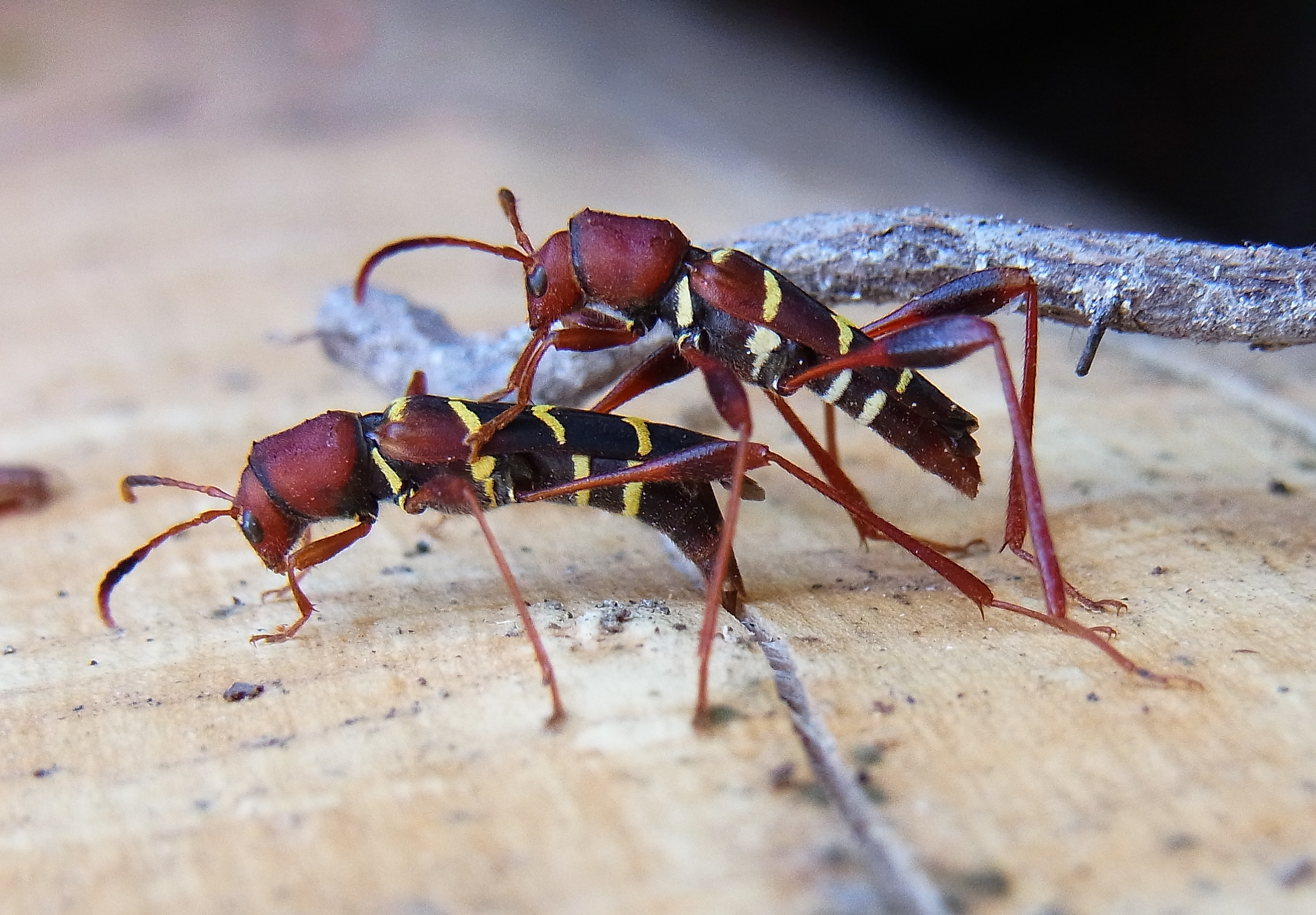
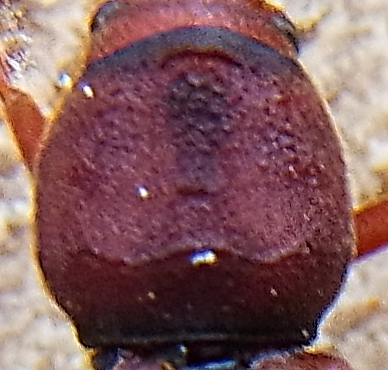
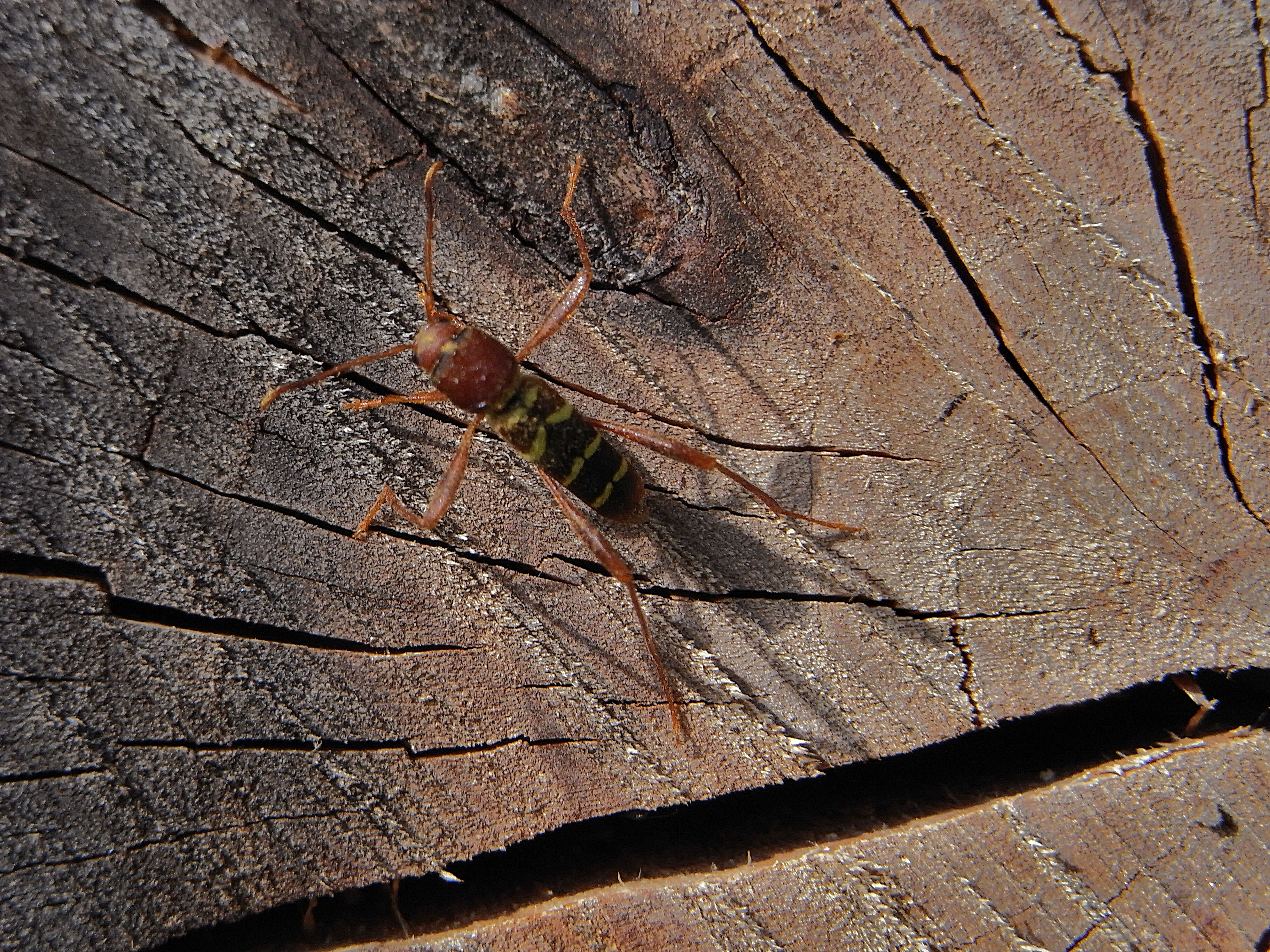
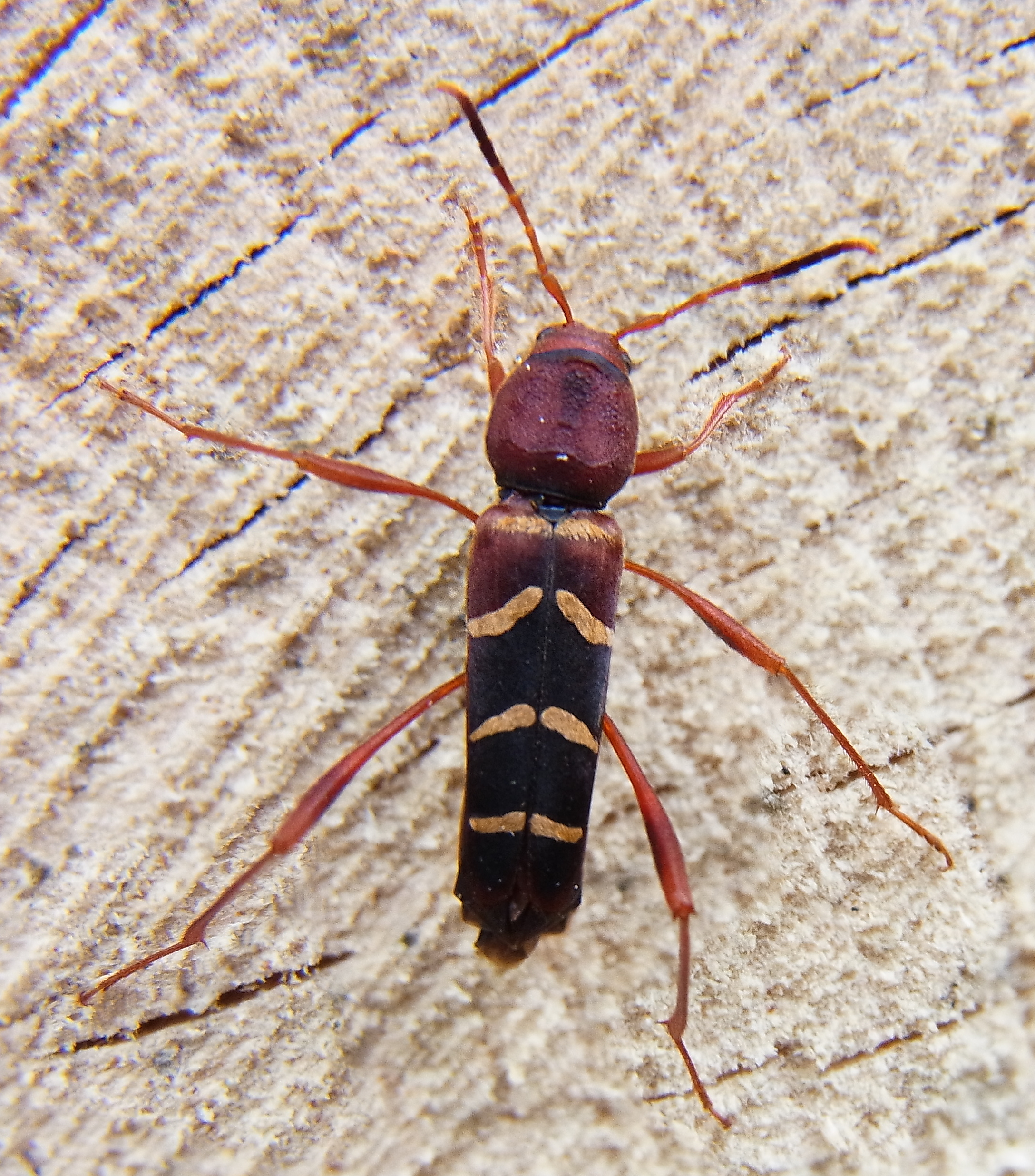

## Dottertaxa tillNeoclytus, i alfabetisk ordning[1]
- Neoclytus acteon
- Neoclytus amazonicus
- Neoclytus anama
- Neoclytus angelicus
- Neoclytus approximatus
- Neoclytus araneiformis
- Neoclytus armaticollis
- Neoclytus augusti
- Neoclytus bahamicus
- Neoclytus balteatus
- Neoclytus basalis
- Neoclytus beltianus
- Neoclytus bruchi
- Neoclytus burmeisteri
- Neoclytus cacicus
- Neoclytus canescens
- Neoclytus caprea
- Neoclytus centurio
- Neoclytus chevrolati
- Neoclytus clavatus
- Neoclytus clavipes
- Neoclytus columbianus
- Neoclytus conjunctus
- Neoclytus cordifer
- Neoclytus cristatus
- Neoclytus curtulus
- Neoclytus curvatus
- Neoclytus delicatus
- Neoclytus discretus
- Neoclytus distinctus
- Neoclytus dorsalis
- Neoclytus englemani
- Neoclytus fraterculus
- Neoclytus hoegei
- Neoclytus horridus
- Neoclytus ictericus
- Neoclytus impar
- Neoclytus interruptus
- Neoclytus irroratus
- Neoclytus jekelii
- Neoclytus jibacoense
- Neoclytus justini
- Neoclytus lebasii
- Neoclytus longipes
- Neoclytus magicus
- Neoclytus magnus
- Neoclytus moritzii
- Neoclytus mulleri
- Neoclytus niger
- Neoclytus nubilus
- Neoclytus olivaceus
- Neoclytus pallidicornis
- Neoclytus patagonicus
- Neoclytus peninsularis
- Neoclytus personatus
- Neoclytus pinima
- Neoclytus plaumanni
- Neoclytus podagricus
- Neoclytus potiuna
- Neoclytus provoanus
- Neoclytus pubicollis
- Neoclytus purus
- Neoclytus pusillus
- Neoclytus regularis
- Neoclytus resplendens
- Neoclytus rufitarsis
- Neoclytus rufus
- Neoclytus scenicus
- Neoclytus scutellaris
- Neoclytus senilis
- Neoclytus smithi
- Neoclytus sobrinus
- Neoclytus steelei
- Neoclytus stillatus
- Neoclytus suturalis
- Neoclytus tapajonus
- Neoclytus tenuiscriptus
- Neoclytus torquatus
- Neoclytus turuna
- Neoclytus unicolor
- Neoclytus vanduzeei
- Neoclytus vitellinus
- Neoclytus vitticollis
- Neoclytus ypsilon
- Neoclytus zonatus